# 兩種文化
《兩種文化》（英語：The Two Cultures），是英國科學家和小說家C·P·斯諾，於1959年在劍橋大學瑞德講座第一部分的標題。它的論點是「整個西方社會知識份子的生活」被名義上分成兩種文化，即科学和人文，對解決世界上的問題是一個重大的障礙。

## 講座內容
講座於1959年5月7日在劍橋大學評議會大樓舉行，隨後出版為《兩種文化與科學變革》的書籍。這次講座和擴充後的書籍內容，源自一篇於1956年10月6日，由C·P·斯諾在《新政治家》雜誌發表的文章。而這篇文章，亦題為《兩種文化》。以圖書形式出版後，斯諾的演講被廣泛閱讀，並在大西洋兩岸廣泛討論，以致他在1963年撰寫了一個後續: 《兩種文化與第二種見解》- 兩種文化與科學變革的擴充版。
C·P·斯諾的立場可以概括為文章裏一個經常重複的部分，他寫道：
曾經有很多次，我與一些人在一起聚會，根據傳統的標準來說，他們是受過高等教育的人，並一直對科學家的無知而表現出興致勃勃的，難以置信的樣子。有一兩次我被激怒了，於是質問他們之中，有多少個能夠清楚地解釋熱力學第二定律，即熵的定律？令人沮喪的回答同樣是否定的。然而我問的這一問題大概就是將「你讀過莎士比亞嗎？」這一問題轉為科學語言描述的一樣。
現在我相信如果我當初問的是一個更簡單的問題 - 例如，「你認為質量，加速度是什麼意思？」即與「你能閱讀嗎？」這一問題轉換為科學語言後是等值的。他們這些受過高等教育的人當中，不會有超過十分之一的人，會認為我在表達同一個意思。所以說，當現代物理學的大廈不斷增高時，如今西方世界中大部分最聰明的人，對它的洞察也正如他們新石器時代的祖先一樣。

## 影響力
斯諾的演講譴責了英國的教育系統。自維多利亞時代，英國運用了科學和工程學的資源，過度地投入在人文學（尤其是拉丁語和希臘語）的教育。儘管它們的科研成果，已經替盟軍在第二次世界大戰取得决定性地勝利。這實際上剝奪了英國精英（政治界，行政界和工業界）所需要的充足準備，以管理科學化的現代世界。相比之下，斯諾說，德國和美國的學校，正試圖為他們的公民，給與科學和人文學同等的資源。更好的科學教育能使這些國家的統治者，在科學化的時代更有效地競爭。後來兩種文化的討論，漸漸模糊斯諾最初的重點 - 「英國的教育系統和社會階級，與這些互相競爭的國家之間的差異」。
兩種文化描述的是五十年前的英國，可是在五十年後的今天，這個問題仍然存在。《兩種文化與科學變革》這本書，經常被文化研究論文引用，C·P·斯諾更被譽為最先提出兩個文化這個問題的人，可能比他的作家身份更加有名。他在書中對英國教育制度的評價，許多細節雖然與現在的社會截然不同，但最聰明的學生不選擇修讀科學的核心問題仍舊存在，因為他們多選擇最能賺錢的商科。
2008年，泰晤士報文學副刊的「二戰以來最影嚮西方公眾話語的100本書名單」，包括了《兩種文化與科學變革》。

## 外部連結
- 王遠洋: 鐘形罩下的兩種文化
- 譚劍·一家之言: 兩種文化